# Eusébio de Vercelli
Eusébio de Vercelli (em latim: Eusebius Vercellensis; Sardenha, c. 283  - Vercelli, 1 de agosto de 371) foi o primeiro bispo da antiga diocese de  Vercelli e foi um dos principais expoentes da luta contra a difusão da heresia ariana, é venerado como santo pela Igreja Católica.

## Biografia
Segundo  a tradição mudou-se com a mãe e a irmã menor para Roma após o martírio de seu pai. Na "Urbe" foi primeiro "leitor" e depois ordenado presbítero pelo Papa Marcos e consagrado bispo pelo Papa Júlio I em 15 de dezembro de 345. Todavia não há notícia de seu episcopado anteriormente a 354 quando, em uma carta do bispo Ambrósio de Milão, ele é elogiado por ter imposto ao clero de sua diocese vida comum, como para o monges, de acordo com o modelo das igrejas orientais: por este motivo, também é homenageado como o co-fundador de sua ordem por Cônegos Regulares de Santo Agostinho.
Ele dedicou-se com grande empenho à evangelização das zonas rurais e em grande parte pagãs. Fundou uma sociedade sacerdotal inspirada no modelo monástico da qual saíram importantes bispos e santos.
Eusébio defendeu a tese da "plena divindade de Jesus Cristo" frente à política ariana do imperador Constâncio II, para quem a fé ariana era politicamente mais interessante. Esta atitude custou-lhe o desterro e exílio primeiro para Citópolis, na Palestina, depois para a Capadócia e Tebaida, no Egito.
Este foi um momento difícil para a Igreja. Constâncio parecia esquecido há muito tempo era de tolerância e de paz iniciado por seu pai Constantino com o Edito de Milão. O Arianisno, condenado no Concílio de Niceia (325), sem o apoio do Imperador, havia desaparecido mas, no Sínodo de Arles (353), novamente triunfaria em seus conceitos. O Papa Libério recusara-se, no entanto, a adoção de um forma pacífica de resolver o problema vexatório.
O papa Libério, então envia-o junto com Lúcifer, bispo de Cagliari (início de 354), em uma missão junto ao Imperador Constâncio II para solicitar a convocação de um concílio para por fim à disputa entre os arianos (apoiado pelo próprio imperador ) e os seguidores da ortodoxia. Constâncio cedeu ao apelo e o concílio foi convocado em Milão em 355. Havia dois problemas básicos: o reconhecimento do credo adotado em Niceia e a defesa de Atanásio de Alexandria. Todavia o grupo ariano formado e dirigido por Valente de Mursa e Ursácio de Singiduno conseguiu que o concílio adotasse seus pré estabelecidos critérios. Assim como os bispos arianos, eram a maioria, Eusébio se recusou a assinar os decretos do concílio. Ele e outros resistentes como Ósio de Córdoba e Lúcifer de Cagliari, foram banidos. Eusébio foi confinado em Citópolis na Palestina (Betel St.), sob a supervisão do bispo ariano Patrófilo de Citópolis.
Apesar de tudo manteve sempre correspondência epistolar com a comunidade dos seus fiéis e nas suas cartas lhes pede que "saúdem também aqueles que estão fora da Igreja e que se dignam de nutrir por nós sentimentos de amor". A sua relação com a sua diocese não se limitava aos cristãos mas se estendia a todos os que de alguma forma reconheciam a sua autoridade espiritual ou o respeitavam como homem exemplar. Em suas correspondência relata aos fiéis pateticamente as lesões, violência e o abuso com que era tratado. Posteriormente foi transferido para a Capadócia e Tebaida superior, no Egito, onde pode conhecer melhor a alma do Oriente e seus estilos de vida.
Em fins de 361, com o morte de Constâncio II e o ascenso de Juliano, o Apóstata, os exilados puderam retornar ao local onde viviam anteriormente. Eusébio retorna à sua diocese. No ano seguinte 362, auxilia no Concílio de Alexandria, convocado por Atanásio, que decide por perdoar os bispos arianos que retornassem ao estado laical. Em seguida, nome da diocese, Eusébio partiu para uma visitação à Palestina e Síria para relatar sobre as decisões do Concílio de 362, decretar suas decisões e restaurar a fé. No ano de 363 ele retorna a Vercelli. Ele educou o clero de sua diocese com observância de regras monásticas, embora vivessem no meio da cidade, porque "o bispo e o clero deve compartilhar os problemas dos cidadãos de forma crível, cultivando ao mesmo tempo uma cidadania diversa: a do céu". Nos anos que se seguem, à frente do episcopado, juntamente com Hilário de Poitiers, ele enfrenta o semiarianismo (a doutrina homoianosiana) de Auxêncio de Milão, bispo de Mediolano que defendia a fórmula cristológica de Valente de Mursa  e Ursácio de Singiduno, na qual o "...  Filho era similar ao Pai, tanto "em todas as coisas" ou "de acordo com as escrituras..."  Formula também defendida pelos acacianos, pelos prelados Demófilo de Constantinopla, bispo de 
Bereia (?-370) e Constantinopla (370-380) Germínio de Sirmio,  Acácio de Cesareia, bispo de Cesareia (340-366),  e aceita por Ósio de Córdoba e Aécio, patriarca de Antioquia.
Eusébio morreu nos primeiros dias de agosto, 371.

## Obras
A luta contra o Arianismo preenchido toda a sua vida, mas não impediu que ele também foi um grande promotor do monaquismo no Ocidente. Ele próprio viveu como um membro de sua comunidade de sacerdotes.
A Enciclopédia Católica afirma o seguinte: Três curtas cartas de Eusébio foram publicadas na Pat. Lat de Migne. Jerônimo, em sua De Viris Illustribus (cap. 96 ) atribui a ele uma tradução para o latim dos comentários sobre os salmos, escrito originalmente em grego por Eusébio de Cesareia, obra que se perdeu. O Codex Vercellensis, preservado na catedral de Vercelli, é considerado o mais antigo manuscrito dos evangelhos em Latim antigo ("Codex A") e, acredita-se, foi escrito por Eusébio. Ele foi publicado por Irico (Milão 1748) e Bianchini (Roma 1749), foi reimpresso por Migne. E, por fim, uma nova edição foi publicada por Belsheim (Christiania 1894).
Das três cartas, reconhecidas como autênticas, são: a primeira ao imperador Constâncio, dando a conhecer o recebimento da notificação do Sínodo e anunciando que vai para Milão, a outra, já mencionada, é dirigida aos presbíteros e ao povo da Itália; segue junta desta o Exemplar libelli facti ad Patrophilum. A terceira a Gregório de Elvira. Parece que as informações recebidas a partir desta levou ao seu julgamento errôneo sobre a conduta de Ósio.
Se lhe atribui também o manuscrito dos Evangelhos (s. IV), que é preservado na catedral de Vercelli,  de seis e uma tradução latina do Comentario a los Salmos de Eusébio de Cesareia. Da mesma forma, embora nenhuma base sólida, o Símbolo Quicumque ou Credo de Atanásio onde se afirma que Jesus "desceu ao inferno"  também atribuída a Vicente de Lérins, Hilário de Poitiers e outros; uma extensa confissão de fé;  os doze livros De Trinitate, que decorreu sob o nome de Santo Atanásio e que J. P. Migne atribue a Vigilio Thapse. M. Simonetti, contrário à hipótese Bulhart V. P. Schepens, nega que este trabalho seja anterior a Agostinho de Hipona.

## Tempos modernos
Bento XVI sobre ele disse: O pastor e os fiéis da Igreja estão no mundo mas não são do mundo. Por isso, os pastores devem exortar a seus fiéis a não considerar as cidades do mundo como sua morada estável, mas a buscar a definitiva (…) Jerusalém celestial (…) Esta decisão permite aos pastores e aos fiéis a salvaguardar a escala justa de valores, sem dobrar-se nunca às modas do momento e às injustas pretensões do poder político. (…) Por isto, eusébio recomendava sempre aos seus fiéis "guardar com especial esmero a fé, manter a concórdia e a ser assíduos na oração". (Alocução de 17 de outubro de 2007, praça de S. Pedro - VISnews 071017‏)
A Igreja Católica celebrava a sua memória litúrgica em 16 de dezembro, mas o Papa Paulo VI em 1969, com a reforma do calendário litúrgico, transferiu a sua comemoração para o dia 2 de agosto como memória facultativa.